# Lombard nyelv
A lombard nyelv (saját neve: la lengua lumbarda, el lumbard / lumbaart) Olaszország északi részén (többnyire Lombardiában, illetve a környező régiókban) és Svájc déli részében – Ticinóban és Graubünden három völgyében (Val Mesolcina, Val Bregaglia, Val Poschiavo), illetve elszórtan Szicíliában – beszélt, egymással közeli rokon galloitáliai dialektusok területi alapú összefoglaló megjelölése, amelyek az újlatin nyelvek nyugati csoportján belül a galloromán nyelvekhez tartoznak. E galloitáliai nyelvváltozatokat sokan csak az olasz nyelv északi nyelvjárásainak tekintik, valójában azonban közelebbi rokonságban állnak a franciával és az okcitánnal, mint a sztenderd olasszal, előbbiekkel közös csoportba tartozik, míg az olasz nyelv másik újlatin nyelvág része.
Bár a hivatalos népszámlálások alkalmával 3,5-4 millió ember vallotta anyanyelvének, a beszélők teljes létszámát több mint 9 millióra becsülik.

## Változatok, beszélők száma
A számos nyelvjárás alapvetően két fő csoportra osztható: nyugati lombard (lumbard ucidental) és keleti lombard (lumbard uriental) dialektusok, amelyek jelentős különbségeket mutatnak. A kölcsönös érthetőség szempontjából leginkább a nyugati lombard nyelvjárások érthetőek a többi beszélő számára. A lombard dialektusok beszélőinek száma az Ethnologue szerint 9,134 millió, az Istat ennél sokkal kevesebbet, mintegy négymilliót becsül. Sztenderd, illetve klasszikus nyelvváltozatnak általában a gazdag irodalmi hagyományokkal rendelkező milánói dialektust tekintették, amely a nyugati lombard nyelvjáráscsoportba tartozik, mostanra viszont már egyöntetűen kétfelé osztják a lombard nyelvet, a hagyományosan milánói dialektusra alapozódó nyugati lombard nyelvre, illetve a Bergamo, Brescia és Mantova nyelvjárásaira épülő keleti lombard nyelvre.

## Besorolása
A lombard, noha hagyományosan csak az olasz északi nyelvjárásai együttesének tekintik, nyelvészetileg teljesen elkülönül attól: a többi galloitáliai dialektussal együtt a nyugati újlatin nyelvek galloromán csoportjába tartozik, így sokkal közelebbi rokonságban áll a francia, katalán és az okcitán nyelvekkel. A lombardot általában csak a nem hivatalos mindennapi érintkezésben használják, valamennyi beszélője kétnyelvű a sztenderd olasszal. A részletes besorolás az alábbi ábrán látható:
- INDOEURÓPAI NYELVCSALÁD
  - ITÁLIAI ÁG
    - LATIN NYELV
      - Újlatin nyelvek
        - Italo–nyugati ág
          - Nyugati újlatin nyelvek
            - Galloromán csoport
              - Galloitáliai alcsoport
                - lombard nyelv

## Hangtan
A lombard hangzásában könnyen összetéveszthető a franciával, ennek oka pedig a franciára jellemző ö és ü hangok – IPA [ø] és [y] – megléte, a szóalakok erős redukciója, így a szóvégi magánhangzók lekopása és a mássalhangzók zöngétlenedése, stb. A magánhangzórendszer jellemző sajátossága, hogy – akárcsak a közeli rokon ligur és friuli (rétoromán) nyelvváltozatokban – a hosszúságnak fonológiai megkülönböztető szerepe lehet (a hosszú magánhangzót a helyesírás általában kettőzéssel jelöli): pl. paas [paːs] ’béke’ és pass [pas] ’lépés’.
Néhány hangtani jellemvonása, amely megkülönbözteti a sztenderd olasztól:
- a latin szókezdő CL- és GL- palatalizációja (hasonlóan a ligur és a velencei nyelvváltozatokhoz, illetve bizonyos tekintetben a nyugati iberoromán nyelvekhez): CLAMARE > ciamà (vö. pl. portugál chamar), GLAREA > gièra;
- a magánhangzók közötti zárhangok zöngésülése (leníció), amely szintén jellemző a nyugati újlatin nyelvekre: FATIGA(M) > fadiga, MONETA(M) > moneda vagy muneda (vö. pl. spanyol moneda);
- magas magánhangzók előtt a latin C, G alveoláris zár-rés-hanggá vagy réshanggá alakult: GELU > dzel vagy zel (vö. olasz gelo, spanyol hielo);
- a latin szóvégi magánhangzók lemorzsolódása (az -a kivételével): MUNDUS > mund/mond;
- a latin Ŏ ö-vé, a hosszú Ū ü-vé alakulása: PLUS > pü, NOVUS > növ/nöf.

### Helyesírás és kiejtés
A lombard nem rendelkezik egységes helyesírással. Jelenleg alapvetően kétféle írást használnak, az egyik a ticinói, amely a német ö és ü betűket kölcsönzi az [ø] és [y] magánhangzók átírására, valamint az olasz típusút, amely az irodalma miatt legjelentősebb nyelvjárás, a milánói helyesírásán alapszik; ez utóbbiban az oeu hangzócsoport, illetve az u jelöli ugyanezeket a hangokat. Egyéb tekintetben, valamint a mássalhangzók írására nagyjából ugyanazok a szabályok érvényesek, mint az olaszban.

#### A milánói helyesírás
Az történelmi jelentőségű, irodalmi hagyományokkal rendelkező milánói dialektus tekinthető a lombard nyelv sztenderd változatának, ezért a lombardot gyakran milánói nyelvnek is nevezik. A milánói hangmegfeleléseket az alábbiakban ismertetjük.
Magánhangzók
- Az a, e, i magánhangzókat nyíltan és röviden ejtik kettőzött mássalhangzó előtt, vagy hangsúlyos szóvégen; hosszan és zártan ejtendők egyszerű mássalhangzók előtt.
- é – magyar (rövid) é
- è – magyar e
- o – magyar u
- ó – magyar (rövid, zárt) o
- ò – megfelel az olaszban ejtett nyílt o-nak
- ô – magyar (hosszú, zárt) ó
- oeu – magyar ö
- u – magyar ü; félhangzóként – a qu, gua, au stb. csoportokban – azonban [w]

Mássalhangzók
A mássalhangzók átírása nagyban hasonlít a sztenderd olaszéhoz, az alábbi eltérésekkel:
- A kettőzött mássalhangzókat nem kifejezetten ejtik hosszan, hanem az előttük álló magánhangzó nyílt és rövid ejtését szolgálják.
- A szóvégi -cc és -gg ejtése cs, illetve dzs.
- m – magyar m; mássalhangzó előtt az előtte lévő magánhangzót nazalizálja.
- n – egyszerű alakjában nem hangzik, csupán az előtte lévő magánhangzót nazalizálja; kettőzve írva magyar n.
- s – a kasztíliai spanyolban ejtett sz-hez hasonló (kissé a magyar s-be hajló sz); magánhangzók között zöngésül, kettőzve írva viszont mindig zöngétlen.
- z – magyar sz

## Nyelvtan
Az észak-itáliai galloromán nyelvváltozatokhoz hasonlóan jellemző sajátosságai közé tartozik, hogy a kijelentő mondatok alanyát a hangsúlytalan személyes névmással megismétlik: pl. (lü) el dis ’ő mondja’; kérdő mondatoknál ez a névmás az ige végéhez tapad: se disel?.
A kérdőszóval bevezetett mondatoknál kötelező érvényű a che kötőszóval történő körülírásos szerkezet használata (e tekintetben szintén a franciával mutat rokonságot):
- cumè che l’è? ’milyen?’ (szó szerint: ’milyen-van ahogy ő-van?’);
- induè che te l’è mandà(t)? ’hová küldted (azt)?’ (szó szerint: ’hová-van hogy te azt-küldted?’); stb.

A tagadásnál, ha tagadó értelmű határozatlan névmás van a mondatban, nem használják külön a tagadószót (ebből a szempontból az angolra emlékeztet): hö vist nissün ’nem láttam senkit’ (szó szerint: ’láttam senkit’; vö. olasz: non ho visto nessuno, spanyol no he visto a nadie).
Az egyes számú határozott névelő hímnemben el (melynek kiejtése nyelvjárásonként változó: [el], [al], [əl] stb.), nőnemben la, magánhangzóval kezdődő szó előtt mindkettő l’ alakot vesz fel; többes számban mindkét nemben i.
A többes szám képzése a többi újlatin nyelvtől eltérően nem szabályos végződések hozzáadásával történik, mindazonáltal – bizonyos szóvégek esetén – megfigyelhető néhány törvényszerűség (az adatok a modern milánói nyelvjárásra vonatkoznak):
- az -e, -o, -on végű hímnemű főnevekhez többes számban általában -i járul: l’eròe → i eròi; el treno → i treni; el padron → i padroni;
- az -al, -all, -ell végű hímnemű névszók többes számában a szóvégi mássalhangzó félhangzóvá vált: l’animal → i animai; el cavall → i cavai; bell → bei;
- az -in végű kicsinyítő képzős hímnemű névszók végződése többes számban -itt-re változik: el piscinin → i piscinitt;
- a -t, -tt végű névszók végződése többes számban -cc lesz: töt → töcc; riàt → riàcc;[1]
- az -a végződésű nőnemű főnevek többes számukat az -a elhagyásával képzik, bizonyos esetekben a szóvég helyesírása így módosul (a szóvégi mássalhangzó hangértékének megőrzésére): la scheia → i schei; la nevoda → i nevod; l’oreggia → i oregg; la banca → i banch; la stringa → i stringh; l’astuzia → i astuzzi; la dòna → i dònn; la mama → i mamm; la conchiglia → i conchigli;
- az -òa, -ea végű szavaknál az -a többes számban -i-re vált: la bòa → i bòi; l’idea → i idei;
- az -oa, -ua kettőshangzókra végződő szavak többes számú végződése -ov lesz (kiejtésben zöngétlen szóvégi mássalhangzóval): la lengua → i lengov; la statoa → i statov;
- a -bra, -dra, -gra, -pra, -tra, -vra végű nőnemű főnevek többes száma -ber, -der, -gher, -per, -ter, -ver.

A fent említett esetek kivételével a szavak többes számú alakja megegyezik az egyes számúval.

## Nyelvi példa
Domenico Balestrieri (1714–1780) költeménye
Chi tròpp e chi minga
| Even staa licenziaa da on cavalier el dì inanz duu staffer, et quidem tucc duu e tutt a on bott. El dì adree el camarer el ghe n’esebì inscambi sett o vott. « Bon! – respondè el patron – Insci, a vista de nas, fee vegnì innanz quij duu che sien pù al cas segond la mia intenzion ». De fatt subet entrènn, sfrísand el soeul coi reverenz che fenn. Al primm che intrè el ghe diss: « Savii servì? » E quell: « Lustrissem, sì ». « Savii fa on compliment? » « Ch’el se figura! Savaroo fall sigura » « E per porta imbassad? » « Magara anch a parola per parola! No me cala espression nè bona tolla, e foo prest a girà per i contrad ». « E, se l’occorres mò, farissev de mangià in mancanza del coeugh? » « E perchè no? Sien past froll o sfojad, |  | supp, pastizz e pitanz de tucc i sort, poss dì che l’è el me fort ». « E sorbett e gelaa savarissev fa anch quij? » « Oh manco maa ». « Bravo! E, quand in campagna fudess senza el barbee, el perrucchee? » « Ghe sont mì a l’occorrenza; e, al besogn, foo anch el sart e el caroccee. Ai curt, el me pò mett a less e a rost, nol restarà imperfett; e, segond el salari, ghe faroo anch de agent, de secretari!… » « N’hoo a car » – bassand el coo el repiè el patron – « tucc sti vertù! Fermev pur in cà mia che i provaroo!… » Voltaa poeu a l’olter, el ghe diss: « E vu? » « Quand el voeubbia ess content de la mia servitù – respondè l’olter – no faroo nient; giacchè el me camerada el fa tutt coss, A mì resta tant manch; e foo el me cunt, che poss ess de guardia settaa su on cassabanch!… » |